# Borowe (rejon postawski)
Borowe (biał. Баравое; ros. Боровое) – chutor na Białorusi, w obwodzie witebskim, w rejonie postawskim, w sielsowiecie Duniłowicze.

## Historia
W dwudziestoleciu międzywojennym osada leżała w Polsce, w województwie wileńskim, w powiecie duniłowickim (od 1926 postawskim), w gminie Duniłowicze.
W 1931 w 3 domach zamieszkiwało 14 osób.
W 1938 roku osada należała do gromady Borowe gminy Duniłowicze.